# 碧江卫矛
碧江卫矛（学名：Euonymus parasimilis）为卫矛科卫矛属下的一个种。